# Hans Steiner (Fotograf)
Hans Eugen Steiner (* 15. Mai 1907 in Bern (heimatberechtigt in Gontenschwil, ab 1957 in Bern); † 3. Mai 1962 in Bern) war ein Schweizer Fotograf.

## Biografie
Hans Steiner absolvierte eine kaufmännische Lehre und war zunächst in Davos in diesem Beruf tätig. Das Fotografieren erlernte er autodidaktisch, während er in Fotofachgeschäften in Sils-Maria und Bern arbeitete. 1932 begann er, Fotoreportagen aufzunehmen und arbeitete im Laufe der Zeit für verschiedene Illustrierte (Sie und Er, Schweizer Illustrierte und Die Woche) sowie Tageszeitungen (Der Bund). 1938 gründete er in Bern sein eigenes Unternehmen. Nach dem Zweiten Weltkrieg reiste er für Werbe- und Dokumentationsaufträge verschiedentlich ins Ausland, unter anderem nach China und Java (1947) und in die Pyrenäen (1953/1954).
Bekannt ist Hans Steiner vor allem für sein 1938 aufgenommenes Porträt von Henri Guisan, das später zum offiziellen Bild des Generals wurde. Auch seine Fotoreportage über die Erstdurchsteigung der Eiger-Nordwand 1938, die der begeisterte Alpinist Steiner aus einem Flugzeug dokumentierte, fand viel Beachtung. Nach dem Zweiten Weltkrieg verlagerte sich seine fotografische Arbeit zunehmend auf Werbung und Sachfotografie, unter anderem für Loeb, Wander, Camille Bloch, Haco, die Schweizerische Käseunion und die Schweizer Armee.
Hans Steiner war seit 1934 mit Anna Lucie Sessler verheiratet, die beiden hatten zwei Kinder. Ab 1957 war Steiner Angehöriger der Gesellschaft zu Mittellöwen in Bern.
Der Nachlass von Hans Steiner umfasst über 100'000 Aufnahmen, den das Lausanner Fotografiemuseum Musée de l’Elysée 1989 erworben hat.

## Archive
- Streubestände im Katalog der Burgergemeinde Bern